# Nekrolog 1869
Nekrolog
◄◄
| ◄
| 1865
| 1866
| 1867
| 1868
| 1869 | 1870 | 1871 | 1872 | 1873 | ► | ►►
Weitere Ereignisse | Allgemeiner Nekrolog 1869
Die Beschreibung der verstorbenen Person sollte so kurz wie möglich gehalten sein und nur deren signifikante Tätigkeit(en) enthalten.
Neue Namen ggf. auch unter dem Geburts- und Sterbedatum, also etwa unter 1. Januar und im Geburts- und Sterbejahr (2024) eintragen (nur bei entsprechender großer Wichtigkeit). Für Beispiele siehe die schon vorhandenen Artikel.
Außerdem über die fünf zuletzt Verstorbenen, zu denen es einen ausreichend guten Artikel für eine Präsentation auf der Hauptseite gibt, nach der todesbedingten Überarbeitung der Artikel ggf. auch unter Wikipedia Diskussion:Hauptseite informieren und sie am besten auch in den anderen Wikipedia-Sprachversionen eintragen. Tipp: Regelmäßig bei news.google.de nach „ist tot“, „gestorben“ oder „verstorben“ suchen.
Wenn eine Person gestorben ist, gibt es viele Seiten zu dieser Person in der Wikipedia, die davon auch betroffen sind und entsprechend aktualisiert werden müssen. Beispiele: Namenübersichtsseite, Geburtsjahr, Geburtsort-Seiten und viele mehr.
Wie finde ich die betroffenen Seiten?
Im Suchfeld auf der linken Seite gibt man den Suchbegriff so ein: „Vorname Nachname“. Dann klickt man auf Volltext und alle Seiten mit entsprechendem Suchtext werden aufgerufen. Hier sieht man dann schnell, wo auch das Todesjahr Sinn macht oder sogar ein Teil des Artikels angepasst werden muss. Auch hilft das „Werkzeug“ auf der linken Seite sehr gut, um solche Seiten aufzufinden: „Links auf diese Seite“. Somit ist die Wikipedia wieder aktuell in allen Bereichen! Hinweis: bei Eintragung der Kategorie „Gestorben JAHR“ wird der Missbrauchsfilter 49 ausgelöst, was jedoch nicht schlimm ist. Siehe: Spezial:Missbrauchsfilter/49
Dies ist eine Liste von im Jahr 1869 verstorbenen bekannten Persönlichkeiten. Die Einträge erfolgen innerhalb der einzelnen Daten alphabetisch sortiert. Tiere sind im Nekrolog für Tiere zu finden.

## Januar
| Tag        | Name                                  | Beruf, bekannt als | Alter | Beleg |
| ---------- | ------------------------------------- | --- | ----- | ----- |
| 1. Januar  | Martin W. Bates                       | US-amerikanischer Politiker                                                                                            | 82    |       |
| 1. Januar  | Franz Josef Greith                    | Schweizer Musikpädagoge und Komponist                                                                                  | 69    |       |
| 1. Januar  | Victor Lanjuinais                     | französischer Politiker                                                                                                | 66    |       |
| 1. Januar  | James B. Longacre                     | US-amerikanischer Kupferstecher                                                                                        | 74    |       |
| 1. Januar  | Bernhard Gottlob Schmidt              | deutscher Jurist | 46    |       |
| 2. Januar  | Carl von Hock                         | österreichischer Beamter, Nationalökonom und Politiker, Landtagsabgeordneter                                           | 60    |       |
| 4. Januar  | Emanuel Arnold                        | böhmischer Politiker                                                                                                   | 68    |       |
| 4. Januar  | Gustav Adolf von der Planitz          | deutscher Adliger, königlich-sächsischer Hof- und Justizrat, herzoglich-sachsen-altenburgischer Geheimrat und Minister | 66    |       |
| 7. Januar  | Heinrich von Hennig                   | preußischer Politiker und Gutsbesitzer                                                                                 | 50    |       |
| 7. Januar  | Lovell Harrison Rousseau              | US-amerikanischer Offizier und Politiker                                                                               | 50    |       |
| 8. Januar  | John Botts                            | US-amerikanischer Politiker                                                                                            | 66    |       |
| 8. Januar  | Henry Selby Clark                     | US-amerikanischer Politiker                                                                                            | 59    |       |
| 9. Januar  | Paul Huet                             | französischer Maler, Zeichner und Radierer                                                                             | 65    |       |
| 9. Januar  | Sally von Kügelgen                    | deutschbaltische Tagebuchschreiberin                                                                                   |       |       |
| 10. Januar | Joan Aulí i Caldentey                 | mallorquinisch-spanischer Organist und Komponist                                                                       | 72    |       |
| 10. Januar | John Cassin                           | US-amerikanischer Ornithologe                                                                                          | 55    |       |
| 10. Januar | Friedrich Matthias Claudius           | deutscher Anatom | 46    |       |
| 10. Januar | Georg Jacob Stockinger                | deutscher Jurist und Mitglied der Frankfurter Nationalversammlung                                                      | 70    |       |
| 11. Januar | Christian Casimir Brittinger          | deutscher Botaniker und Ornithologe                                                                                    | 73    |       |
| 11. Januar | Sophia Dallas                         | Second Lady der Vereinigten Staaten                                                                                    | 70    |       |
| 11. Januar | John Dickinson                        | britischer Papiermacher, Erfinder einer Rundsiebpapiermaschine                                                         | 86    |       |
| 12. Januar | Franz Josef Brand                     | deutscher Gymnasiallehrer, Bibliothekar, Historiker, Altphilologe und Zeichner                                         | 78    |       |
| 13. Januar | Pawel Matwejewitsch Obuchow           | russischer Bergbauingenieur und Metallurg                                                                              | 48    |       |
| 13. Januar | Constantin Siegwart-Müller            | Schweizer Parteiführer, Führer der Ultramontanen und des Sonderbundes                                                  | 67    |       |
| 14. Januar | Moritz Ludwig Frankenheim             | deutscher Physiker, Geograph und Kristallograph                                                                        | 67    |       |
| 15. Januar | Gustav Adolph Hennig                  | deutscher Maler | 71    |       |
| 16. Januar | Julie von Egloffstein                 | Hofdame, Malerin und Zeichnerin                                                                                        | 76    |       |
| 16. Januar | Carl Wilhelm Kurtz                    | deutscher Zinngießer und Unternehmer                                                                                   | 59    |       |
| 16. Januar | John Shae Perring                     | englischer Ägyptologe                                                                                                  | 55    |       |
| 16. Januar | Wilhelm Gottlieb Soldan               | deutscher Historiker und Landtagsabgeordneter des Großherzogtum Hessen                                                 | 65    |       |
| 16. Januar | Francis Mastin Wright                 | US-amerikanischer Kaufmann und Politiker                                                                               | 58    |       |
| 17. Januar | Émile Bienaimé                        | französischer Komponist                                                                                                | 66    |       |
| 17. Januar | Alexander Sergejewitsch Dargomyschski | russischer Komponist                                                                                                   | 55    |       |
| 17. Januar | Wilhelm Heinrich Murschel             | württembergischer liberaler Politiker                                                                                  | 73    |       |
| 18. Januar | Ludwig von Comini                     | Tiroler Agronom, Gutsbesitzer und Politiker                                                                            | 56    |       |
| 18. Januar | Bertalan Szemere                      | ungarischer Schriftsteller und Politiker                                                                               | 56    |       |
| 19. Januar | Anton Boller                          | österreichischer Sprachwissenschaftler und Hochschullehrer                                                             | 58    |       |
| 19. Januar | Karl von Reichenbach                  | deutscher Naturforscher, Chemiker                                                                                      | 80    |       |
| 20. Januar | Karl Wilhelm Göttling                 | deutscher Philologe | 76    |       |
| 20. Januar | Leopold Schott                        | badischer Rabbiner | 61    |       |
| 21. Januar | Iwan Iwanowitsch Gorbatschewski       | russischer Dekabrist                                                                                                   | 68    |       |
| 21. Januar | Friedrich von Wrede                   | deutscher Landrat des Kreises Iserlohn                                                                                 | 81    |       |
| 22. Januar | Leopold von Belgien                   | Herzog von Brabant | 9     |       |
| 22. Januar | Alexander von Rennenkampff            | livländischer Gutsbesitzer und Landrat                                                                                 | 81    |       |
| 22. Januar | Karl August Traugott Vogt             | deutscher Theologe | 60    |       |
| 24. Januar | Edson B. Olds                         | US-amerikanischer Politiker                                                                                            | 66    |       |
| 24. Januar | Otto Schumann                         | deutscher Richter und Abgeordneter                                                                                     | 63    |       |
| 25. Januar | Francis Wilkinson Pickens             | US-amerikanischer Politiker                                                                                            | 63    |       |
| 25. Januar | Clemens von Zimmermann                | deutscher Maler | 80    |       |
| 26. Januar | Georg Fein                            | deutscher Publizist und demokratischer Politiker des Vormärz, Gründer und Organisator von Arbeiterbildungsvereinen     | 65    |       |
| 26. Januar | Ernest Charles Jones                  | englischer Chartist und Autor                                                                                          | 50    |       |
| 27. Januar | Henry S. Walbridge                    | US-amerikanischer Jurist und Politiker                                                                                 | 67    |       |
| 29. Januar | Karl Ludwig Roeck                     | Bürgermeister der Hansestadt Lübeck                                                                                    | 78    |       |
| 30. Januar | Ignazio Alberghini                    | italienischer Priester                                                                                                 | 79    |       |
| 30. Januar | Franz Julius Anders                   | deutscher Stenograf | 52    |       |
| 30. Januar | Christian Bonk                        | Tauchfabrikant, baptistischer Gemeindegründer                                                                          | 61    |       |
| 30. Januar | William Carleton                      | irischer Schriftsteller                                                                                                | 74    |       |
| 30. Januar | Luigi Clementi                        | italienischer Geistlicher und römisch-katholischer Bischof von Rimini                                                  | 74    |       |
| 30. Januar | George Washington Toland              | US-amerikanischer Politiker                                                                                            | 72    |       |

## Februar
| Tag         | Name                             | Beruf, bekannt als                                                              | Alter | Beleg |
| ----------- | -------------------------------- | ------------------------------------------------------------------------------- | ----- | ----- |
| 1. Februar  | Samson Mason                     | US-amerikanischer Politiker                                                     | 75    |       |
| 3. Februar  | Carl von Carnap                  | schlesisch-preußischer Generalmajor und Gutsbesitzer                            | 78    |       |
| 3. Februar  | Heinrich Ritter                  | deutscher Philosoph                                                             | 77    |       |
| 4. Februar  | Karl David Metz                  | deutscher Kaufmann und Politiker                                                | 69    |       |
| 5. Februar  | Carlo Cattaneo                   | italienischer Patriot und Politiker                                             | 67    |       |
| 5. Februar  | Roland Jones                     | US-amerikanischer Politiker                                                     | 55    |       |
| 5. Februar  | Konrad von Zedlitz und Neukirch  | preußischer Generalmajor                                                        | 79    |       |
| 6. Februar  | Raimund Dreyschock               | deutsch-böhmischer Violinist und Komponist                                      | 44    |       |
| 6. Februar  | John Hubbard                     | Gouverneur von Maine                                                            | 74    |       |
| 8. Februar  | James H. Duncan                  | US-amerikanischer Politiker                                                     | 75    |       |
| 8. Februar  | Karl Gildemeister                | Bremer Architekt                                                                | 48    |       |
| 9. Februar  | Leonhard von Liebener            | österreichischer Bauingenieur                                                   | 69    |       |
| 9. Februar  | Cezary Plater                    | litauisch-polnischer Graf                                                       | 58    |       |
| 12. Februar | James Barnes                     | Offizier der US-Armee                                                           | 67    |       |
| 12. Februar | Hans Adolf Karl von Bülow        | preußischer Staatsminister                                                      | 62    |       |
| 12. Februar | Mehmed Fuad Pascha               | osmanischer Staatsmann                                                          | 54    |       |
| 13. Februar | Gustav Adolf Bergenroth          | deutscher Chronist                                                              | 55    |       |
| 14. Februar | Johann Ludwig Wilhelm Beck       | deutscher Jurist                                                                | 82    |       |
| 14. Februar | Joseph Conrad Gabriel Feninger   | Schweizer Arzt, Chirurg, Politiker und Stifter                                  | 83    |       |
| 14. Februar | Samuel Ludvigh                   | deutschsprachiger Schriftsteller, Journalist und Dichter                        | 68    |       |
| 14. Februar | Sebastian Karl Schüzenbach       | deutscher Chemiker                                                              | 75    |       |
| 15. Februar | Eugen von Brockhausen der Ältere | deutscher Rittergutsbesitzer und Parlamentarier                                 | 57    |       |
| 15. Februar | Mirza Ghalib                     | indischer Dichter türkischer Abstammung                                         |       |       |
| 15. Februar | Constantin Hormuzaki             | österreichischer Jurist und rumänischer Politiker                               | 57    |       |
| 15. Februar | Pjotr Andrejewitsch Kleinmichel  | General der Kaiserlich Russischen Armee und russischer Minister                 | 75    |       |
| 15. Februar | Ernst Adolf Theodor Laspeyres    | deutscher Rechtswissenschaftler                                                 | 68    |       |
| 16. Februar | Karl Schenck zu Schweinsberg     | preußischer Generalmajor                                                        | 72    |       |
| 17. Februar | Johann Joseph von Scherer        | deutscher Mediziner und Chemiker                                                | 54    |       |
| 18. Februar | Walker Brooke                    | US-amerikanischer Politiker                                                     | 55    |       |
| 19. Februar | Johann Zelebor                   | österreichischer Naturforscher, Illustrator und Zoologe                         | 54    |       |
| 20. Februar | Johannes Schulze                 | preußischer Theologe, Philologe, Pädagoge und Kulturbeamter                     | 83    |       |
| 21. Februar | Joseph Ernst                     | deutscher katholischer Geistlicher und Theologe                                 | 64    |       |
| 21. Februar | Christian Kehrer                 | deutscher Maler und Archivar                                                    | 93    |       |
| 22. Februar | Wilhelm Floto                    | deutscher Apotheker und Komödienautor                                           | 56    |       |
| 24. Februar | Samuel Dinsmoor junior           | US-amerikanischer Politiker                                                     | 69    |       |
| 25. Februar | Albert Gern                      | deutscher Theaterschauspieler                                                   | 79    |       |
| 25. Februar | Henry Adoniram Swift             | US-amerikanischer Politiker                                                     | 45    |       |
| 25. Februar | Franz Tafel                      | deutscher bayerischer Politiker                                                 | 69    |       |
| 26. Februar | Emil André                       | deutscher Forstwirt                                                             | 78    |       |
| 26. Februar | Asaf Jah V.                      | fünfter Nizam des indischen Fürstenstaates Hyderabad (1857–1869)                | 41    |       |
| 27. Februar | Anton Eichhorn                   | deutscher Theologe, Kirchenhistoriker und Kirchenrechtler                       | 59    |       |
| 27. Februar | Philipp Flad                     | badischer Beamter                                                               | 69    |       |
| 27. Februar | Justus Hiddes Halbertsma         | niederländisch-friesischer Philologe und mennonitischer Prediger                | 79    |       |
| 28. Februar | Johann Gotthelf Große            | deutscher Glockengießer                                                         | 60    |       |
| 28. Februar | Alphonse de Lamartine            | französischer Dichter, Schriftsteller und Politiker                             | 78    |       |
| 28. Februar | Karl August Pfannkuche           | deutscher Generalleutnant und Präsident des hannoverschen Generalkriegsgerichts | 74    |       |

## März
| Tag      | Name                                                            | Beruf, bekannt als                                                                                      | Alter | Beleg |
| -------- | --------------------------------------------------------------- | --- | ----- | ----- |
| 1. März  | Georg Christian Kindt                                           | deutscher Apotheker und Naturforscher                                                                   | 75    |       |
| 2. März  | Hugh Gough, 1. Viscount Gough                                   | britischer Feldmarschall                                                                                | 89    |       |
| 3. März  | James Guthrie                                                   | US-amerikanischer Politiker, Senator und Finanzminister                                                 | 76    |       |
| 3. März  | William Lanne                                                   | letzter männlicher „reinrassiger“ Tasmanier                                                             |       |       |
| 3. März  | William McWillie                                                | US-amerikanischer Politiker                                                                             | 73    |       |
| 5. März  | Lucius Jacques Dupré                                            | US-amerikanischer Jurist und konföderierter Politiker                                                   | 46    |       |
| 5. März  | Friedrich Albert Johann Baptist Overmann                        | deutscher Orgelbauer sowie Orgel- und Clavierstimmer                                                    | 48    |       |
| 6. März  | James Emerson Tennent                                           | britischer Politiker und Schriftsteller                                                                 | 64    |       |
| 7. März  | Hermann Joseph                                                  | deutscher Jurist und liberaler Politiker                                                                | 57    |       |
| 8. März  | Hector Berlioz                                                  | französischer Komponist und Musikkritiker                                                               | 65    |       |
| 8. März  | Luigi Calamatta                                                 | italienischer Kupferstecher                                                                             | 67    |       |
| 8. März  | August Schellenberg                                             | deutscher Buchhändler, Verleger und Herausgeber                                                         | 54    |       |
| 9. März  | Thomas Child junior                                             | US-amerikanischer Jurist und Politiker                                                                  | 50    |       |
| 9. März  | Josef von Hunyady                                               | Erster Obersthofmeister am österreichischen Kaiserhof                                                   | 68    |       |
| 9. März  | Adolf Tellkampf                                                 | deutscher Pädagoge                                                                                      | 70    |       |
| 10. März | Wyman Bradbury Seavy Moor                                       | US-amerikanischer Politiker                                                                             | 57    |       |
| 10. März | Carl Theodor Welcker                                            | deutscher Gelehrter und liberaler Politiker                                                             | 78    |       |
| 11. März | Carl Friedrich Haug                                             | württembergischer evangelischer Theologe, Professor für Universalgeschichte an der Universität Tübingen | 74    |       |
| 11. März | Wladimir Fjodorowitsch Odojewski                                | russischer Schriftsteller und Komponist                                                                 | 65    |       |
| 11. März | Karl Heinrich Schier                                            | deutscher Orientalist                                                                                   | 67    |       |
| 11. März | Christian August von Schleswig-Holstein-Sonderburg-Augustenburg | Herzog von Schleswig-Holstein-Sonderburg-Augustenburg                                                   | 70    |       |
| 12. März | Ernst Haberbier                                                 | Komponist und kaiserlich-russischer Hofpianist                                                          | 55    |       |
| 12. März | Aron von Kangeq                                                 | grönländischer Maler und Erzähler                                                                       | 46    |       |
| 12. März | Friedrich Julius Kühns                                          | deutscher Jurist                                                                                        | 38    |       |
| 14. März | Eduard Henke                                                    | deutscher Rechtswissenschaftler, Kriminalwissenschaftler und Hochschullehrer                            | 85    |       |
| 14. März | Carl von Rohr                                                   | preußischer Landrat des Kreises Ottweiler                                                               | 76    |       |
| 15. März | Otto von Münchhausen                                            | preußischer Landrat des Kreises Eckartsberga und Rittergutsbesitzer                                     |       |       |
| 17. März | Friedrich Ludwig von Schoeler                                   | preußischer Offizier, zuletzt Generalleutnant und Chef des preußischen Militärkabinetts (1848–1857)     | 71    |       |
| 17. März | Wilhelm Volk                                                    | deutscher Kirchen- und Literaturhistoriker, Regierungsrat, Autor und Übersetzer                         | 65    |       |
| 17. März | August Christian Adolf Zestermann                               | deutscher Kunsthistoriker und Pädagoge                                                                  | 62    |       |
| 18. März | Wilhelm von Lebzeltern                                          | österreichischer Feldzeugmeister                                                                        | 82    |       |
| 19. März | Wilhelm Ludwig Alers                                            | deutscher Advokat und Dichter                                                                           | 66    |       |
| 19. März | Heinrich Christian Flick                                        | deutscher lutherischer Geistlicher und Freiheitskämpfer des Vormärz                                     | 78    |       |
| 19. März | Julius Polentz                                                  | deutscher Pädagoge, Dichter und Redakteur                                                               | 47    |       |
| 20. März | John Pascoe Grenfell                                            | brasilianischer Admiral                                                                                 | 68    |       |
| 20. März | Heinrich Carl Alexander Pagenstecher                            | deutscher Arzt und Politiker                                                                            | 69    |       |
| 21. März | Johann Ranzoni                                                  | österreichischer Richter und Politiker                                                                  | 69    |       |
| 21. März | Konrad Barthold Schimmelpfeng                                   | deutscher Jurist und Bürgermeister                                                                      | 66    |       |
| 22. März | Juan Almonte                                                    | mexikanischer General und Staatsmann                                                                    |       |       |
| 22. März | Joanna Cornelia Bingley                                         | niederländische Schauspielerin und Sängerin                                                             |       |       |
| 23. März | Albert Methfessel                                               | deutscher Komponist und Dirigent                                                                        | 83    |       |
| 23. März | Ernst Strehlke                                                  | deutscher Diplomatiker und Archivar                                                                     | 34    |       |
| 23. März | Anton Wilhelm von Zuccalmaglio                                  | deutscher Heimatschriftsteller und Volksliedforscher, Dichtermusiker und Komponist                      | 65    |       |
| 24. März | Georges-Adolphe Flaction                                        | Schweizer Politiker                                                                                     | 49    |       |
| 24. März | Antoine-Henri Jomini                                            | Schweizer Militärtheoretiker und General                                                                | 90    |       |
| 24. März | Catherine Macready                                              | englische Dichterin                                                                                     | 34    |       |
| 24. März | Eduard Wunder                                                   | deutscher Philologe                                                                                     | 68    |       |
| 25. März | Edward Bates                                                    | US-amerikanischer Jurist und Politiker                                                                  | 75    |       |
| 25. März | John Bayley                                                     | englischer Historiker                                                                                   |       |       |
| 26. März | Ferdinand Mayerhofer von Grünbühel                              | österreichischer Feldmarschalleutnant und Lehrer                                                        | 70    |       |
| 26. März | Léon de Laborde                                                 | französischer Kunsthistoriker, Archäologe und Forschungsreisender                                       | 61    |       |
| 26. März | James Hutchinson Woodworth                                      | US-amerikanischer Politiker                                                                             | 64    |       |
| 27. März | James Harper                                                    | US-amerikanischer Verleger und Politiker                                                                | 73    |       |
| 28. März | Jules Joseph Gabriel                                            | französischer Theaterdichter                                                                            | 77    |       |
| 29. März | Heinrich von Wittgenstein                                       | deutscher Unternehmer und Politiker                                                                     | 71    |       |
| 30. März | Carl Wilhelm Schenck zu Schweinsberg                            | Offizier und Kammerherr                                                                                 | 64    |       |
| 30. März | Friedrich Stavenhagen                                           | preußischer Generalmajor und Politiker                                                                  | 73    |       |
| 31. März | Christian von der Emden                                         | deutscher Baumeister                                                                                    | 72    |       |
| 31. März | Allan Kardec                                                    | französischer Begründer des Spiritismus                                                                 | 64    |       |
| 31. März | Theodor Olshausen                                               | deutsch-US-amerikanischer Verleger und Staatsmann                                                       | 66    |       |

## April
| Tag       | Name                                    | Beruf, bekannt als                                                                       | Alter | Beleg |
| --------- | --------------------------------------- | ---------------------------------------------------------------------------------------- | ----- | ----- |
| 1. April  | Alexander Dreyschock                    | böhmischer Klaviervirtuose und Komponist                                                 | 50    |       |
| 2. April  | Ottomar Behnsch                         | deutscher Politiker und Theologe                                                         | 55    |       |
| 2. April  | Gottlieb Wilhelm Freudentheil           | deutscher Politiker und Anwalt                                                           | 76    |       |
| 2. April  | Hermann von Meyer                       | deutscher Begründer der Wirbeltierpaläontologie                                          | 67    |       |
| 3. April  | Jérôme Nicklès                          | französischer Chemiker                                                                   | 48    |       |
| 5. April  | Miguel Eusebio Bustamante Lardizábal    | Jefe Supremo der Provinz Honduras                                                        |       |       |
| 5. April  | Thomas Haymond                          | US-amerikanischer Politiker                                                              | 75    |       |
| 6. April  | Friedrich Mugler                        | württembergischer Oberamtmann                                                            | 75    |       |
| 6. April  | Platon Iwanowitsch Rokassowski          | russischer General                                                                       | 69    |       |
| 8. April  | Karl Joseph Kinderfreund                | österreichischer Schriftsteller, Komponist und Musikpädagoge                             |       |       |
| 8. April  | Valentin Leiblein                       | deutscher Botaniker, Forscher und Hochschullehrer                                        | 69    |       |
| 8. April  | Franz von Ottinger                      | österreichischer General der Kavallerie                                                  | 75    |       |
| 10. April | Johann Peter Haseney                    | deutscher Kupferstecher                                                                  | 56    |       |
| 10. April | Alexander Patuzzi                       | österreichischer Schriftsteller                                                          | 56    |       |
| 11. April | Ludwig von Jan                          | deutscher Klassischer Philologe und Gymnasialdirektor                                    | 61    |       |
| 12. April | William Graham Swan                     | US-amerikanischer Jurist und Politiker                                                   |       |       |
| 13. April | Tomaso Antonio Catullo                  | italienischer Geologe, Mineraloge und Paläontologe                                       | 86    |       |
| 13. April | Barbu Dimitrie Știrbei                  | rumänischer Staatsmann und Fürst                                                         |       |       |
| 13. April | Carl Friedrich August Geissler          | deutscher Kantor und Komponist                                                           | 64    |       |
| 15. April | Sampson Avard                           | Anführer der Daniten                                                                     | 68    |       |
| 15. April | August Wilhelm Bach                     | deutscher Komponist und Organist                                                         | 72    |       |
| 15. April | Timothy C. Day                          | US-amerikanischer Politiker (Opposition Partei)                                          | 50    |       |
| 15. April | Johann Peter Werner                     | deutscher Jurist und Politiker                                                           | 70    |       |
| 16. April | Johann Friedrich Boll                   | Schweizer Pfarrer                                                                        | 68    |       |
| 17. April | Antonio Bertoloni                       | italienischer Botaniker                                                                  | 94    |       |
| 17. April | Woldemar Nürnberger                     | deutscher Schriftsteller und Arzt                                                        | 50    |       |
| 19. April | Eduard Sigismund Loebell                | deutscher Rechtswissenschaftler                                                          | 78    |       |
| 20. April | Bernhard von Heß                        | bayerischer Generalleutnant und Kriegsminister                                           | 76    |       |
| 20. April | Carl Loewe                              | deutscher Komponist                                                                      | 72    |       |
| 20. April | Karl Eduard Otto                        | deutscher Rechtswissenschaftler und Hochschullehrer                                      | 73    |       |
| 21. April | Robert Scott Lauder                     | schottischer Künstler                                                                    | 65    |       |
| 22. April | Muhammad Fādil ibn Māmīn                | Sufi scharīfischer Abkunft                                                               | 74    |       |
| 23. April | José María Plá                          | Interimspräsident Uruguays                                                               | 74    |       |
| 23. April | Claude-Philibert Barthelot de Rambuteau | französischer Politiker und Staatsbeamter                                                | 87    |       |
| 24. April | Johann Baptist Birck                    | deutscher Verwaltungsjurist und Regierungspräsident der Regierungsbezirke Trier und Köln | 65    |       |
| 24. April | Auguste Rogivue                         | Schweizer Politiker                                                                      | 57    |       |
| 24. April | Charles Varin                           | französischer Dramatiker                                                                 | 71    |       |
| 25. April | Alfred Rücker                           | Hamburger Senator und Diplomat                                                           | 43    |       |
| 26. April | Henry Dutton                            | US-amerikanischer Politiker und Jurist                                                   | 73    |       |
| 26. April | Franz Michael Felder                    | österreichischer Schriftsteller                                                          | 29    |       |
| 26. April | Théodore Maunoir                        | Schweizer Mediziner, Mitbegründer des Internationalen Komitees vom Roten Kreuz           | 62    |       |
| 27. April | Salomon Hegner                          | Schweizer Ingenieur                                                                      | 79    |       |
| 28. April | Josef von Dürfeld                       | königlich kaiserlicher österreichischer Feldmarschall–Leutnant                           | 66    |       |
| 28. April | Ferdinand Jacob Domela Nieuwenhuis      | niederländischer evangelisch-lutherischer Theologe und Prediger                          | 60    |       |
| 28. April | Arnold Plumer                           | US-amerikanischer Politiker                                                              | 67    |       |
| 28. April | Joseph Savoye                           | deutsch-französischer Jurist, Journalist und Politiker, Mitglied der Nationalversammlung | 66    |       |
| 30. April | Gustav König                            | deutscher Maler                                                                          | 61    |       |
| 30. April | Théophile Thoré                         | französischer Kunsthistoriker und Wiederentdecker Vermeers                               | 61    |       |

## Mai
| Tag     | Name                               | Beruf, bekannt als                                               | Alter | Beleg |
| ------- | ---------------------------------- | ---------------------------------------------------------------- | ----- | ----- |
| 1. Mai  | Frédéric Cailliaud                 | französischer Afrikaforscher                                     | 81    |       |
| 2. Mai  | Franz Xaver Bobleter               | österreichischer Maler                                           | 68    |       |
| 2. Mai  | Alexander Sergejewitsch Menschikow | russischer Staatsmann                                            |       |       |
| 3. Mai  | Alfred Delvau                      | französischer Schriftsteller                                     |       |       |
| 3. Mai  | Friedrich von Diergardt            | deutscher Industrieller                                          | 74    |       |
| 3. Mai  | Andreas Halbig                     | deutscher Bildhauer                                              | 62    |       |
| 3. Mai  | Josef von Lipp                     | römisch-katholischer Bischof von Rottenburg                      | 74    |       |
| 3. Mai  | Heinrich von Schlieckmann          | Jurist und Kronsyndikus                                          | 68    |       |
| 4. Mai  | John Bell                          | US-amerikanischer Politiker                                      | 72    |       |
| 4. Mai  | Baltasar Bundi                     | rätoromanischer Schweizer Offizier                               | 83    |       |
| 4. Mai  | Heinrich Max Imhof                 | Schweizer Bildhauer                                              |       |       |
| 5. Mai  | Samuel Arnold                      | US-amerikanischer Politiker                                      | 62    |       |
| 5. Mai  | Albrecht von der Schulenburg       | deutscher Gutsbesitzer und Mitglied des Preußischen Herrenhauses | 67    |       |
| 6. Mai  | Matthias Flubacher                 | Schweizer Politiker                                              | 84    |       |
| 7. Mai  | George Gawler                      | Gouverneur von South Australia                                   | 73    |       |
| 8. Mai  | Martin Heinrich Wilkens            | deutscher Goldschmiedemeister                                    | 86    |       |
| 9. Mai  | Christoph Wilhelm Wohlien          | deutscher Maler und Lithograf                                    | 58    |       |
| 10. Mai | Bernhard Molique                   | deutscher Komponist und Violinist                                | 66    |       |
| 11. Mai | Juraj Haulik                       | Erzbischof von Zagreb und Kardinal der katholischen Kirche       | 81    |       |
| 12. Mai | Antonie Brentano                   | möglicherweise Beethovens „unsterbliche Geliebte“                | 88    |       |
| 12. Mai | Adolf Ferdinand Krech              | Schuldirektor                                                    | 65    |       |
| 13. Mai | August Klett                       | württembergischer Jurist und Politiker                           | 69    |       |
| 13. Mai | Antoine Le Roux de Lincy           | französischer Bibliothekar, Romanist und Mediävist               | 62    |       |
| 14. Mai | Victor Langlois                    | französischer Orientalist                                        | 39    |       |
| 14. Mai | Carl von Schlotheim                | deutscher Regierungsbeamter, Abgeordneter                        | 73    |       |
| 15. Mai | Karl Heinrich Schattenmann         | deutscher Weinbau-Pionier                                        | 83    |       |
| 16. Mai | Moritz Krantz                      | deutscher Maler und Lithograph                                   | 56    |       |
| 17. Mai | August Hamann                      | deutscher Werkzeugmaschinenbauer und Unternehmer                 | 71    |       |
| 17. Mai | Georg Joseph Saffenreuter          | deutscher Theologe und Pädagoge                                  | 60    |       |
| 18. Mai | Karl Friedrich von Vincke          | preußischer Offizier und Politiker                               | 69    |       |
| 18. Mai | Israel Victor Welch                | US-amerikanischer und konföderierter Politiker                   | 47    |       |
| 19. Mai | Ignác Jan Hanuš                    | tschechischer Slawist und philosophischer Schriftsteller         | 56    |       |
| 22. Mai | Anton Eduard Kieldrup              | dänischer Landschaftsmaler                                       | 43    |       |
| 22. Mai | Jonas King                         | amerikanischer Missionar, Übersetzer, Botschafter                | 76    |       |
| 23. Mai | Alexander O. Anderson              | US-amerikanischer Politiker                                      | 74    |       |
| 23. Mai | Apollo Korzeniowski                | polnischer Schriftsteller, Vater von Joseph Conrad               | 49    |       |
| 23. Mai | Hans Rychner                       | Schweizer Architekt                                              | 55    |       |
| 23. Mai | Hermine Stilke                     | deutsche Illustratorin und Malerin der Düsseldorfer Schule       | 65    |       |
| 25. Mai | Charles Fremantle                  | britischer Admiral                                               | 68    |       |
| 25. Mai | Josef Kumlik                       | Musiker und Komponist                                            | 67    |       |
| 27. Mai | Giovanni Durando                   | italienischer Generalleutnant                                    | 64    |       |
| 27. Mai | Johann Everhard Feilner            | deutscher Zeichner und Fotograf                                  | 67    |       |
| 27. Mai | Karl Ludwig von Rosenfeld          | siebenbürgisch-österreichischer Staatsmann                       | 64    |       |
| 28. Mai | Ernst Wilhelm Hengstenberg         | deutscher protestantischer Theologe und Alttestamentler          | 66    |       |
| 29. Mai | Karl Friedrich Wilhelm Heyn        | sächsischer Landwirt und Politiker                               | 79    |       |
| 30. Mai | William B. Magruder                | US-amerikanischer Politiker                                      | 59    |       |
| 30. Mai | Franz Xaver Rewitzer               | deutscher Politiker und 1848er Revolutionär                      | 70    |       |
| 31. Mai | Albert von Goßler                  | deutscher Verwaltungsjurist und Minister                         | 62    |       |
| Mai     | Werner Keuffel                     | deutscher Richter und Parlamentarier                             |       |       |
| Mai     | Carl Siechen                       | deutscher Unternehmer, Gastronom und Herausgeber                 |       |       |
| Mai     | Henry St. John                     | US-amerikanischer Politiker                                      | 85    |       |

## Juni
| Tag      | Name                                         | Beruf, bekannt als                                                               | Alter | Beleg |
| -------- | -------------------------------------------- | -------------------------------------------------------------------------------- | ----- | ----- |
| 1. Juni  | George Briggs                                | US-amerikanischer Politiker                                                      | 64    |       |
| 3. Juni  | John Hobhouse, 1. Baron Broughton            | britischer Politiker, Mitglied des House of Commons                              | 82    |       |
| 4. Juni  | Spyrydon Lytwynowytsch                       | ukrainischer griechisch-katholischer Erzbischof von Lemberg                      | 58    |       |
| 4. Juni  | Johann Eduard von Schleinitz                 | preußischer Beamter, Oberpräsident der Provinz Schlesien (1848–1869)             | 70    |       |
| 5. Juni  | Johann Gottfried Elsner                      | Landwirt, Schafzüchter, Autor                                                    | 85    |       |
| 5. Juni  | Jonas R. Emrie                               | US-amerikanischer Politiker                                                      | 57    |       |
| 6. Juni  | Karl Back                                    | deutscher Jurist und Politiker                                                   | 70    |       |
| 7. Juni  | Alexander Brandis                            | Stadtdirektor und Bürgermeister der Stadt Paderborn                              | 84    |       |
| 10. Juni | Jacques Étienne Bérard                       | französischer Naturforscher, Physiker und Chemiker                               | 79    |       |
| 10. Juni | Heinrich Bürkel                              | deutscher Maler des Biedermeier                                                  | 67    |       |
| 10. Juni | Frederick Seymour                            | britischer Rechtsanwalt und Gouverneur                                           | 48    |       |
| 11. Juni | Owen Chase                                   | gebürtiger Engländer, Obermaat des Neuengland-Walfängers Essex                   |       |       |
| 11. Juni | William C. Kittredge                         | US-amerikanischer Politiker und Anwalt                                           | 69    |       |
| 12. Juni | Matthias Rudolf Toma                         | österreichischer Maler                                                           | 77    |       |
| 12. Juni | Hans Heinrich Zangger                        | Schweizer Politiker                                                              | 76    |       |
| 13. Juni | Moric Fialka                                 | tschechisch-österreichischer Soldat, Autor und Übersetzer                        | 59    |       |
| 14. Juni | Karl Friedrich Favreau                       | preußischer Verwaltungsbeamter                                                   | 47    |       |
| 15. Juni | Carl von Diebitsch                           | preußischer Architekt                                                            | 50    |       |
| 15. Juni | Albert Grisar                                | belgischer Komponist                                                             | 60    |       |
| 15. Juni | Johann Haßlwanter                            | österreichischer Jurist und konservativer Politiker, Landtagsabgeordneter        | 64    |       |
| 15. Juni | Johann Hermann Franz Kasimir Leo             | preußischer Generalmajor                                                         | 75    |       |
| 15. Juni | Joseph Schlotthauer                          | deutscher Maler                                                                  | 80    |       |
| 16. Juni | James M. Gregg                               | US-amerikanischer Politiker                                                      | 62    |       |
| 16. Juni | Edward Stanley, 2. Baron Stanley of Alderley | britischer Politiker (Whig, Liberal Party), Mitglied des House of Commons        | 66    |       |
| 16. Juni | Charles Sturt                                | britischer Entdecker                                                             | 74    |       |
| 16. Juni | Bronislaw Ferdynand Trentowski               | polnischer Philosoph                                                             | 61    |       |
| 17. Juni | Sophie Esterházy-Liechtenstein               | österreichische Oberhofmeisterin und Hofdame                                     | 70    |       |
| 18. Juni | Henry J. Raymond                             | US-amerikanischer Journalist                                                     | 49    |       |
| 19. Juni | Ernst von Friesen                            | preußischer Landrat                                                              | 69    |       |
| 20. Juni | Hijikata Toshizō                             | japanischer Samurai, stellvertretender Kommandeur einer japanischen Schutztruppe | 34    |       |
| 21. Juni | Gottlieb Theodor Becker                      | deutscher Pädagoge                                                               | 56    |       |
| 21. Juni | Louis Jacques Bresnier                       | französischer Arabist                                                            | 55    |       |
| 21. Juni | James W. Cooke                               | US-amerikanischer Marine-Offizier                                                | 56    |       |
| 21. Juni | Richard Fletcher                             | US-amerikanischer Jurist und Politiker                                           | 81    |       |
| 21. Juni | Wilhelm Treitz                               | deutscher Anglist und Romanist                                                   | 31    |       |
| 22. Juni | Carl Löbbecke                                | deutscher Bankier und Bürgermeister                                              | 60    |       |
| 22. Juni | Carl Georg Schumacher                        | deutscher Maler, Radierer und Lithograph                                         | 72    |       |
| 22. Juni | Magnus Friedrich Steindorff                  | deutscher Arzt und Mitglied der Frankfurter Nationalversammlung                  | 58    |       |
| 22. Juni | Carl Adolph Terscheck                        | kursächsischer Hofgärtner                                                        | 87    |       |
| 23. Juni | Friedrich Hopp                               | österreichischer Schauspieler und Schriftsteller                                 | 79    |       |
| 24. Juni | David Barraud                                | Hof- und Ratszimmermeister                                                       | 63    |       |
| 24. Juni | Robert von der Goltz                         | deutscher Diplomat und Politiker in Preußen                                      | 52    |       |
| 26. Juni | William Fardely                              | englischer Ingenieur                                                             | 59    |       |
| 26. Juni | Karl Christian von Weyrach                   | preußischer General der Infanterie                                               | 86    |       |
| 28. Juni | Karl Ludwig Blum                             | deutscher Historiker                                                             | 72    |       |
| 28. Juni | Thomas R. Ross                               | US-amerikanischer Politiker (Demokratisch-Republikanische Partei)                | 80    |       |
| 28. Juni | Moritz Schenck zu Schweinsberg               | deutscher Jurist                                                                 | 67    |       |
| 29. Juni | Nathaniel S. Benton                          | US-amerikanischer Jurist und Politiker                                           | 77    |       |
| 29. Juni | Gustav Werther                               | deutscher Chemiker und Hochschullehrer                                           | 53    |       |
| 30. Juni | Johann Christian Kühtmann                    | deutscher Buchhändler und Verleger                                               | 54    |       |
| 30. Juni | Franz Karl von Werder                        | preußischer Offizier, zuletzt General der Infanterie                             | 80    |       |

## Juli
| Tag      | Name                                   | Beruf, bekannt als                                                                                     | Alter | Beleg |
| -------- | -------------------------------------- | --- | ----- | ----- |
| 1. Juli  | Friedrich Feederle                     | deutscher Architekt und Baumeister                                                                     | 43    |       |
| 1. Juli  | Annette von Menz                       | vermögende Erbin                                                                                       | 73    |       |
| 2. Juli  | Rudolf Baxmann                         | deutscher evangelischer Theologe                                                                       | 37    |       |
| 2. Juli  | William Bowles                         | britischer Flottenadmiral der Royal Navy                                                               | 89    |       |
| 2. Juli  | Heinrich Schäfer                       | deutscher Historiker, Bibliothekar, Romanist, Lusitanist und Hispanist                                 | 75    |       |
| 3. Juli  | Aylette Buckner                        | US-amerikanischer Politiker                                                                            | 62    |       |
| 3. Juli  | Friedrich Gottlob Lehmann              | sächsischer Textilfabrikant und Landtagsabgeordneter                                                   | 63    |       |
| 4. Juli  | Édouard Pingret                        | französischer Maler und Lithograf                                                                      | 80    |       |
| 4. Juli  | Jean René Constant Quoy                | französischer Zoologe                                                                                  | 78    |       |
| 5. Juli  | Johann Josef Imseng                    | Schweizer Alpinist                                                                                     | 63    |       |
| 5. Juli  | Štefan Moyzes                          | slowakischer Bischof und Politiker                                                                     | 71    |       |
| 6. Juli  | Ágoston Haraszthy                      | ungarisch-amerikanischer Winzer                                                                        | 56    |       |
| 7. Juli  | Paul Botten-Hansen                     | norwegischer Literaturkritiker, Bibliograph und Bibliothekar                                           | 44    |       |
| 7. Juli  | Carl August Schramm                    | deutscher Architekt                                                                                    | 62    |       |
| 10. Juli | Alois Auer von Welsbach                | österreichischer Drucker, Erfinder und botanischer Illustrator                                         | 56    |       |
| 10. Juli | Alexei Iwanowitsch Butakow             | russischer Admiral und Forschungsreisender                                                             | 53    |       |
| 12. Juli | Gallus Jakob Baumgartner               | Schweizer Politiker                                                                                    | 71    |       |
| 12. Juli | Daniel Meinertzhagen                   | deutscher Kaufmann und englischer Bankier                                                              | 67    |       |
| 13. Juli | Ludwig von Alvensleben                 | Mitglied des preußischen Herrenhauses                                                                  | 64    |       |
| 13. Juli | Friedrich Theophil Hensel              | deutscher Jurist und Politiker, Mitglied der Frankfurter Nationalversammlung, MdL (Königreich Sachsen) | 71    |       |
| 13. Juli | Carl Roesner                           | österreichischer Architekt                                                                             | 65    |       |
| 13. Juli | Henry de Labouchère, 1. Baron Taunton  | britischer Staatsmann                                                                                  | 70    |       |
| 13. Juli | Hermann Weishaupt                      | deutscher Architekt                                                                                    | 54    |       |
| 14. Juli | Louis Hoffmeister                      | deutscher Kupfer- und Stahlstecher in Karlsruhe und München                                            | 54    |       |
| 14. Juli | Adolphe Claire Le Carpentier           | französischer Musikpädagoge und Komponist                                                              | 60    |       |
| 15. Juli | Carl Friedrich Wilhelm Duncker         | deutscher Buchhändler und Verleger                                                                     | 88    |       |
| 15. Juli | Heinrich Ludolph Wendland              | deutscher Botaniker und Gartenbauer                                                                    | 77    |       |
| 16. Juli | Karl Heinrich Graf                     | deutscher evangelischer Theologe (Alttestamentler) und Orientalist                                     | 54    |       |
| 17. Juli | Laura Beatrice Mancini                 | italienische Dichterin                                                                                 | 48    |       |
| 17. Juli | Wilhelm von Urach                      | deutscher Adliger aus dem Haus Württemberg                                                             | 59    |       |
| 18. Juli | Louis Bouilhet                         | französischer Dichter und Dramatiker                                                                   | 47    |       |
| 18. Juli | Laurent Clerc                          | französischer Gehörlosenpädagoge                                                                       | 83    |       |
| 19. Juli | Victor Aimé Huber                      | deutscher Sozialreformer, Reiseschriftsteller und Literaturhistoriker                                  | 69    |       |
| 20. Juli | Heinrich Frese                         | deutscher Bildhauer                                                                                    | 75    |       |
| 21. Juli | Friedrich von Westerholt und Gysenberg | Rittergutsbesitzer und Politiker                                                                       | 65    |       |
| 22. Juli | Carl Kalt                              | Landtagsabgeordneter Herzogtum Nassau                                                                  | 76    |       |
| 22. Juli | John Augustus Roebling                 | Ingenieur und Brückenbauer                                                                             | 63    |       |
| 23. Juli | August Bomhard                         | deutscher evangelischer Theologe                                                                       | 81    |       |
| 23. Juli | Henry H. Crapo                         | US-amerikanischer Politiker                                                                            | 65    |       |
| 24. Juli | Otto Philipp Braun                     | bolivianischer Kriegsminister, Großmarschall von Montenegro und Gefährte von Simon Bolivar             | 70    |       |
| 25. Juli | August Diezmann                        | Journalist, Wissenschaftler und Schriftsteller                                                         | 63    |       |
| 25. Juli | Eduard von Schmidlin                   | württembergischer Beamter, Kultminister                                                                | 65    |       |
| 27. Juli | John Smith Chipman                     | US-amerikanischer Politiker                                                                            | 68    |       |
| 27. Juli | Jakob Löwenstein                       | deutscher Rabbiner und Autor                                                                           | 69    |       |
| 28. Juli | Carl Gustav Carus                      | deutscher Arzt, Maler und Naturphilosoph                                                               | 80    |       |
| 28. Juli | Jan Evangelista Purkyně                | tschechischer Physiologe                                                                               | 81    |       |
| 29. Juli | Joseph Beete Jukes                     | englischer Geologe                                                                                     | 57    |       |
| 30. Juli | Isaac Toucey                           | US-amerikanischer Politiker                                                                            | 76    |       |
| Juli     | Badi’                                  | persischer Märtyrer des Bahaismus                                                                      |       |       |

## August
| Tag        | Name                                 | Beruf, bekannt als                                   | Alter | Beleg |
| ---------- | ------------------------------------ | ---------------------------------------------------- | ----- | ----- |
| 1. August  | Alexine Tinne                        | niederländische Entdeckerin und Afrikaforscherin     | 33    |       |
| 2. August  | Thomas Medwin                        | britischer Schriftsteller und Übersetzer             | 81    |       |
| 2. August  | Milton Stapp                         | US-amerikanischer Politiker                          | 77    |       |
| 5. August  | Thomas Haughey                       | US-amerikanischer Arzt und Politiker                 |       |       |
| 5. August  | Otto von Wenckstern                  | deutscher Journalist und Vormärzler                  | 50    |       |
| 6. August  | Charles Allen                        | US-amerikanischer Politiker                          | 71    |       |
| 6. August  | David J. Baker                       | US-amerikanischer Politiker                          | 76    |       |
| 7. August  | Charles Chapman                      | US-amerikanischer Politiker                          | 70    |       |
| 7. August  | Gustav Rée                           | badischer Politiker                                  | 58    |       |
| 8. August  | Roger Fenton                         | britischer Jurist und Fotograf                       | 50    |       |
| 10. August | Athanase Dupré                       | französischer Mathematiker und Physiker              | 60    |       |
| 10. August | Andreas von Hüttenbrenner            | österreichischer Jurist und Politiker                | 71    |       |
| 12. August | José Dolores Estrada Vado            | Militär in Nicaragua                                 | 77    |       |
| 14. August | Adolphe Niel                         | Marschall von Frankreich und Kriegsminister          | 66    |       |
| 16. August | Johann Wilhelm Cordes                | deutscher Maler                                      | 45    |       |
| 16. August | Robert Sigel                         | deutscher Kommunalpolitiker und Landtagsabgeordneter | 49    |       |
| 17. August | Jules André                          | französischer Maler                                  | 62    |       |
| 17. August | Stefan von Wernhardt                 | österreichischer Offizier                            | 63    |       |
| 18. August | Friedrich August Arnold              | deutscher Orientalist und Hochschullehrer            | 56    |       |
| 18. August | Alexander Köckert                    | deutscher Theaterschauspieler                        |       |       |
| 18. August | Florian Lobeck                       | deutsch-chilenischer Philologe und Lehrer            | 53    |       |
| 18. August | Jacob Nolsøe                         | färöischer Handelsverwalter und Politiker            |       |       |
| 21. August | Karl Theodor zu Leiningen-Billigheim | badischer Standesherr                                | 75    |       |
| 21. August | Salvatore Patti                      | italienischer Operntenor                             |       |       |
| 22. August | George H. Busby                      | US-amerikanischer Politiker                          | 75    |       |
| 22. August | Anton Nokk                           | deutscher Lehrer und Politiker                       | 71    |       |
| 23. August | Ludwig Friedrich Gaab                | deutscher Architekt, württembergischer Baubeamter    | 69    |       |
| 23. August | Wilhelm Havemann                     | deutscher Historiker                                 | 68    |       |
| 25. August | Hendrik Leys                         | belgischer Maler und Radierer                        | 54    |       |
| 27. August | Rebecca Gratz                        | US-amerikanische Philanthropin                       | 88    |       |
| 27. August | Johann Jakob Langen                  | deutscher Unternehmer                                | 74    |       |
| 28. August | Emil Ruth                            | deutscher Romanist und Italianist                    | 60    |       |
| 28. August | Karl Wagner                          | deutscher Jesuitenpater und Architekt                | 47    |       |
| 29. August | Bernhard von Loßberg                 | Generalleutnant in der Hessen-kasselschen Armee      | 67    |       |
| 30. August | Anton Dobrženský von Dobrženitz      | österreichischer General                             | 62    |       |
| 30. August | Pjotr Pawlowitsch Jerschow           | russischer Schriftsteller                            | 54    |       |
| 31. August | Theodor Eisenlohr                    | deutscher Pädagoge                                   | 64    |       |
| 31. August | Mary Ward                            | irische Wissenschaftlerin                            | 42    |       |
| August     | Karl Richter                         | deutscher Priester und Pädagoge                      | 64    |       |

## September
| Tag           | Name                                 | Beruf, bekannt als                                                                                     | Alter | Beleg |
| ------------- | ------------------------------------ | --- | ----- | ----- |
| 1. September  | Karl Friedrich Bender                | deutscher Reformpädagoge                                                                               | 62    |       |
| 1. September  | Eduard Crüsemann                     | Großkaufmann und Mitbegründer des Norddeutschen Lloyd                                                  | 43    |       |
| 2. September  | Thomas Burr Osborne                  | US-amerikanischer Politiker                                                                            | 71    |       |
| 3. September  | Konstantin                           | Fürst von Hohenzollern-Hechingen                                                                       | 68    |       |
| 3. September  | Ferdinand Leitenberger               | österreichischer Feuerwehrpionier und Erfinder                                                         | 70    |       |
| 3. September  | Friedrich Alexander Simon            | deutscher Arzt und Autor                                                                               | 76    |       |
| 4. September  | John Pascoe Fawkner                  | englischer Geschäftsmann und Politiker, Gründer der Stadt Melbourne                                    | 76    |       |
| 5. September  | Albert Dietrich Schadow              | deutscher Baumeister und Architekt                                                                     | 72    |       |
| 6. September  | Diedrich Konrad Muhle                | deutscher Pfarrer und Chronist                                                                         | 89    |       |
| 6. September  | John Aaron Rawlins                   | United States Army General während des amerikanischen Bürgerkriegs                                     | 38    |       |
| 6. September  | Gustav Schlick                       | deutscher Bildnismaler, Genremaler, Illustrator, Lithograf                                             |       |       |
| 6. September  | Jonathan Worth                       | US-amerikanischer Politiker; Gouverneur von North Carolina (1865–1868)                                 | 66    |       |
| 8. September  | William P. Fessenden                 | US-amerikanischer Politiker, Senator und Finanzminister                                                | 62    |       |
| 8. September  | Pasquale Revoltella                  | Triester Bankier und Mäzen                                                                             | 74    |       |
| 9. September  | Otto Jahn                            | deutscher Archäologe, Musikwissenschaftler und Philologe                                               | 56    |       |
| 9. September  | Carl Christian Jügel                 | deutscher Buchhändler                                                                                  | 86    |       |
| 11. September | John Bell                            | US-amerikanischer Politiker und Kriegsminister                                                         | 72    |       |
| 11. September | Thomas Graham                        | britischer Chemiker                                                                                    | 63    |       |
| 12. September | Peter Mark Roget                     | englischer Lexikograph                                                                                 | 90    |       |
| 13. September | Karl von Pfeufer                     | deutscher Mediziner                                                                                    | 62    |       |
| 15. September | Gottfried Ludwig Theobald            | deutsch-schweizerischer Lehrer, Naturforscher und Kartograph                                           | 58    |       |
| 16. September | Ferdinand Mathias Baldia             | Gemeinderat in Ottakring                                                                               | 50    |       |
| 16. September | John Hogg                            | britischer Jurist, Altertumswissenschaftler und Naturforscher                                          | 69    |       |
| 17. September | John Elder                           | schottischer Schiffsingenieur, Schiffbauer, Erfinder und Unternehmer                                   | 45    |       |
| 17. September | Johann Christian Mahr                | deutscher Geologe und Freund Goethes                                                                   | 82    |       |
| 17. September | Frederick A. Tallmadge               | US-amerikanischer Politiker                                                                            | 77    |       |
| 18. September | Anton Janežič                        | slowenischer Philologe                                                                                 | 40    |       |
| 18. September | Johann Carl Smirsch                  | österreichischer Maler                                                                                 | 76    |       |
| 18. September | William Henry Sneed                  | US-amerikanischer Politiker                                                                            | 57    |       |
| 18. September | Christian Stähler                    | römisch-katholischer Geistlicher und nassauischer Politiker                                            | 60    |       |
| 19. September | George Jones                         | britischer Maler                                                                                       | 83    |       |
| 20. September | James DuPasquier                     | Schweizer evangelischer Geistlicher                                                                    | 74    |       |
| 20. September | Pepita Tudó                          | Gräfin von Castillo Fiel und Vizegräfin von Rocafuerte                                                 | 90    |       |
| 20. September | Nikolai Andrejewitsch Zertelew       | russisch-ukrainischer Ethnograph, Dichter, Publizist und Pädagoge                                      | 79    |       |
| 21. September | Franz Wilhelm von Gottberg           | deutscher Beamter, Regierungsrat und Deichhauptmann (1863–1869)                                        | 44    |       |
| 21. September | Herkules Oswald                      | Schweizer Politiker (Liberale)                                                                         | 46    |       |
| 23. September | Johann Georg von Hahn                | österreichischer Diplomat und Albanologe                                                               | 58    |       |
| 23. September | Heinrich Josef König                 | deutscher Autor, Literatur- und Kulturhistoriker                                                       | 79    |       |
| 23. September | Eleonora Ziemięcka                   | polnische Autorin                                                                                      |       |       |
| 26. September | Frederick Collier Bakewell           | britischer Physiker                                                                                    | 68    |       |
| 26. September | Ludwig Albrecht Braun                | Landtagsabgeordneter Großherzogtum Hessen                                                              | 71    |       |
| 26. September | Andreas Rieder                       | österreichischer Ledermeister und Politiker                                                            | 77    |       |
| 26. September | Manuel I. Bento Rodrigues da Silva   | Patriarch von Lissabon und Kardinal der römisch-katholischen Kirche                                    | 68    |       |
| 27. September | Adolph Alexander                     | deutscher Politiker, MdHB und Kaufmann                                                                 | 70    |       |
| 27. September | Benjamin S. Cowen                    | US-amerikanischer Politiker                                                                            | 76    |       |
| 27. September | Karl Grunert                         | deutscher Theaterschauspieler, -direktor und Lyriker                                                   | 59    |       |
| 28. September | Guglielmo Libri                      | italienischer Mathematiker, Physiker und Bücherdieb                                                    | 66    |       |
| 28. September | Karl von Offermann                   | österreichischer Textilunternehmer                                                                     | 76    |       |
| 29. September | Johann Karl Ulrich Bähr              | deutscher Maler und Schriftsteller                                                                     | 68    |       |
| 29. September | James P. T. Carter                   | US-amerikanischer Politiker, kommissarischer Gouverneur des Arizona-Territoriums                       | 47    |       |
| 29. September | Henriette Heber                      | Gründerin der ersten öffentlichen Arbeitsvermittlung in Dresden und Leiterin der Armen-Arbeits-Anstalt | 74    |       |
| 30. September | Karl Kaerner                         | deutscher Bauingenieur                                                                                 | 65    |       |
| 30. September | Ernst Julius Georg von dem Knesebeck | hannoverscher Diplomat, Schriftsteller und Generalleutnant                                             | 59    |       |

## Oktober
| Tag         | Name                                          | Beruf, bekannt als                                                                          | Alter | Beleg |
| ----------- | --------------------------------------------- | ------------------------------------------------------------------------------------------- | ----- | ----- |
| 3. Oktober  | William Nelson                                | US-amerikanischer Jurist und Politiker                                                      | 85    |       |
| 4. Oktober  | William J. Hough                              | US-amerikanischer Jurist und Politiker                                                      | 74    |       |
| 7. Oktober  | George Rice-Trevor, 4. Baron Dynevor          | britischer Adliger und Politiker, Mitglied des House of Commons                             | 74    |       |
| 8. Oktober  | Franklin Pierce                               | US-amerikanischer Politiker, 14. US-Präsident (1853–1857)                                   | 64    |       |
| 9. Oktober  | José Luis Casaseca                            | spanischer Chemiker                                                                         | 69    |       |
| 9. Oktober  | Otto Linné Erdmann                            | deutscher Chemiker                                                                          | 65    |       |
| 9. Oktober  | Alexander Kapp                                | deutscher Pädagoge                                                                          | 69    |       |
| 10. Oktober | Ludwig Oettinger                              | deutscher Mathematiker und Hochschullehrer                                                  | 72    |       |
| 10. Oktober | Karl Schuchart                                | Revolutionär 1848/49                                                                        | 62    |       |
| 10. Oktober | Abraham Sutro                                 | Theologe und Rabbiner                                                                       | 85    |       |
| 11. Oktober | Emily Lamb                                    | britischer Adlige und Salondame                                                             | 82    |       |
| 11. Oktober | Ernst Weyden                                  | deutscher Schriftsteller                                                                    | 64    |       |
| 12. Oktober | Pjotr Fjodorowitsch Anjou                     | russischer Admiral und Polarforscher                                                        | 73    |       |
| 12. Oktober | Gustave Irlet                                 | Schweizer Politiker und Arzt                                                                | 69    |       |
| 13. Oktober | Richard Peters                                | deutscher Ingenieur                                                                         | 34    |       |
| 13. Oktober | Charles-Augustin Sainte-Beuve                 | französischer Schriftsteller                                                                | 64    |       |
| 15. Oktober | Charles Nicolas Aubé                          | französischer Entomologe                                                                    | 67    |       |
| 15. Oktober | John Nesmith                                  | US-amerikanischer Politiker                                                                 | 76    |       |
| 16. Oktober | Josef Rabbinowicz                             | russisch-jüdischer Schriftsteller                                                           | 52    |       |
| 16. Oktober | Joseph Ritner                                 | US-amerikanischer Politiker                                                                 | 89    |       |
| 16. Oktober | Anna Maria Schleiermacher                     | deutsche Ehefrau des Dichters Ernst Moritz Arndt                                            | 83    |       |
| 17. Oktober | Teófilo Ottoni                                | brasilianischer Journalist, Geschäftsmann, Politiker und Unternehmer                        | 62    |       |
| 17. Oktober | Carl Heinrich Poppenburg                      | deutscher Theologe und Politiker                                                            | 58    |       |
| 17. Oktober | Franz von Soden                               | deutscher Oberstleutnant und Nürnberger Historiker                                          | 79    |       |
| 18. Oktober | Simon Jenko                                   | slowenischer Dichter                                                                        | 33    |       |
| 18. Oktober | Moses Macdonald                               | US-amerikanischer Politiker                                                                 | 54    |       |
| 19. Oktober | Karl Ludwig Böhme                             | deutscher Verwaltungsbeamter und Parlamentarier                                             | 66    |       |
| 19. Oktober | Nathaniel Greene Foster                       | US-amerikanischer Politiker                                                                 | 60    |       |
| 19. Oktober | Johannes Lenz                                 | Landtagsabgeordneter Großherzogtum Hessen                                                   | 64    |       |
| 20. Oktober | Karl Brater                                   | deutscher Redakteur und Politiker, MdL                                                      | 50    |       |
| 21. Oktober | George Coe                                    | US-amerikanischer Politiker                                                                 | 58    |       |
| 21. Oktober | Heinrich Andreas de Cuvry                     | deutscher Kommunalpolitiker und Jurist                                                      | 84    |       |
| 21. Oktober | Friedrich Wilhelm Karl von Grabow             | preußischer General der Infanterie                                                          | 86    |       |
| 22. Oktober | Natalja Dmitrijewna Fonwisina                 | Ehefrau von zwei Dekabristen                                                                | 66    |       |
| 22. Oktober | Michael Sars                                  | norwegischer Geistlicher und Biologe                                                        | 64    |       |
| 22. Oktober | Franz Georg Ferdinand Schläger                | Pfarrer in Lauterberg und Hameln                                                            | 88    |       |
| 23. Oktober | John Conington                                | britischer Klassischer Philologe                                                            | 44    |       |
| 23. Oktober | Johann Georg Friedrich Pflüger                | deutscher Pädagoge und Autor                                                                | 50    |       |
| 23. Oktober | Edward Smith-Stanley, 14. Earl of Derby       | britischer Politiker, Mitglied des House of Commons, Premierminister                        | 70    |       |
| 24. Oktober | Ludwig von der Asseburg                       | preußischer Hofjägermeister und Politiker                                                   | 73    |       |
| 24. Oktober | Joseph Jackson Lister                         | britischer Physiker und Optiker                                                             | 83    |       |
| 25. Oktober | Vinzenz von Pitreich                          | österreichischer Jurist und Politiker, Landtagsabgeordneter                                 | 71    |       |
| 27. Oktober | Rudolf Kner                                   | österreichischer Zoologe, Paläontologe und Ichthyologe                                      | 59    |       |
| 27. Oktober | Johann Joseph Roßbach                         | deutscher Verwaltungsjurist, Rechtswissenschaftler und Philosoph                            | 55    |       |
| 28. Oktober | Wilhelm Rintelen                              | preußischer Jurist und Politiker                                                            | 72    |       |
| 28. Oktober | Friedrich Wilhelm Conrad Zachariä             | Beamter im Herzogtum Anhalt-Bernburg und Politiker                                          | 71    |       |
| 29. Oktober | François Romain Cambouliu                     | französischer Romanist, Katalanist und Provenzalist                                         | 49    |       |
| 29. Oktober | Antony Deschamps                              | französischer Dichter                                                                       | 69    |       |
| 29. Oktober | Adam Emmerich                                 | Jurist und Mitglied des nassauischen Landtags                                               | 61    |       |
| 30. Oktober | Thomas Fielder Bowie                          | US-amerikanischer Politiker                                                                 | 61    |       |
| 30. Oktober | Leopold Knebelsberger                         | österreichischer Komponist                                                                  | 55    |       |
| 31. Oktober | Richard Grosvenor, 2. Marquess of Westminster | englischer Aristokrat, Landbesitzer, Wohltäter und Politiker, Mitglied des House of Commons | 74    |       |
| 31. Oktober | Markus Adam Nickel                            | deutscher katholischer Theologe                                                             | 69    |       |
| 31. Oktober | Peter Sager                                   | deutscher Schiffbaumeister                                                                  | 60    |       |
| 31. Oktober | Charles A. Wickliffe                          | US-amerikanischer Politiker                                                                 | 81    |       |

## November
| Tag          | Name                             | Beruf, bekannt als                                                             | Alter | Beleg |
| ------------ | -------------------------------- | ------------------------------------------------------------------------------ | ----- | ----- |
| 1. November  | Izaac van Deen                   | Arzt und Hochschullehrer                                                       | 65    |       |
| 1. November  | August Schreiber                 | deutscher Forstbeamter und Landrat                                             | 72    |       |
| 3. November  | Niklaus Kaiser                   | Schweizer Förster und Politiker                                                | 63    |       |
| 3. November  | Andreas Kalvos                   | griechischer Schriftsteller                                                    |       |       |
| 4. November  | Friedrich Wilhelm Buttel         | deutscher Architekt, Baubeamter im Großherzogtum Mecklenburg-Strelitz          | 72    |       |
| 4. November  | Christian Heyden                 | deutscher Architekt                                                            |       |       |
| 4. November  | George Peabody                   | US-amerikanischer Unternehmer und Philanthrop                                  | 74    |       |
| 4. November  | Erdmann Graf von Pückler-Limpurg | deutscher Standesherr, preußischer Beamter und Politiker                       | 77    |       |
| 5. November  | Karl Ludwig von Kleist           | kurländischer Rittergutsbesitzer und Landrat                                   | 75    |       |
| 5. November  | Philipp H. Külb                  | deutscher Bibliothekar, Archivar, Autor und Übersetzer                         | 63    |       |
| 5. November  | Jetur R. Riggs                   | US-amerikanischer Politiker                                                    | 60    |       |
| 6. November  | Ernst Heinrich Zober             | deutscher evangelischer Theologe, Historiker, Pädagoge und Bibliothekar        | 70    |       |
| 7. November  | Joseph Herrmann                  | deutscher Bildhauer                                                            | 69    |       |
| 7. November  | Reinhold von Stackelberg         | livländischer Landrat                                                          | 72    |       |
| 7. November  | Ludwig Georg Treviranus          | deutscher Ingenieur und Mechaniker                                             | 79    |       |
| 8. November  | Johann Baptist Bernlochner       | deutscher Baumeister                                                           |       |       |
| 8. November  | Stephan Krismer                  | Priester, Freiheitskämpfer, Klostergründer                                     | 91    |       |
| 9. November  | Thomas Pratt                     | US-amerikanischer Politiker                                                    | 65    |       |
| 11. November | Johann Lüthi                     | Schweizer Volksmusiker, Sänger, Musiklehrer, Chorleiter und Leinenweber        | 68    |       |
| 11. November | Waldemar Philippi                | deutscher Maler                                                                | 41    |       |
| 11. November | Robert J. Walker                 | US-amerikanischer Politiker                                                    | 68    |       |
| 12. November | Wilhelm von Hanxleden            | deutscher Richter und Politiker                                                | 80    |       |
| 12. November | Amos Kendall                     | US-amerikanischer Politiker                                                    | 80    |       |
| 12. November | Friedrich Overbeck               | deutscher Maler, Zeichner und Illustrator                                      | 80    |       |
| 13. November | Christian August Berwald         | schwedischer Geiger und Musikpädagoge                                          | 71    |       |
| 13. November | Robert Georgi                    | deutscher Unternehmer und Politiker                                            | 67    |       |
| 15. November | Friedrich Heisen                 | Jurist und Abgeordneter                                                        | 65    |       |
| 16. November | Friedrich von Grundler           | deutscher Maschinenbauer und Konstrukteur                                      | 81    |       |
| 18. November | Daniel Amadeus Neander           | deutscher evangelischer Theologe und Bischof von Berlin                        | 94    |       |
| 19. November | Doris Esselbach                  | deutsche Gastronomin                                                           | 61    |       |
| 20. November | Ludwig Steiner                   | österreichischer Politiker, Landtagsabgeordneter, Bürgermeister von St. Pölten |       |       |
| 21. November | Benjamin Fitzpatrick             | US-amerikanischer Politiker                                                    | 67    |       |
| 22. November | Carl Ferdinand Langhans          | deutscher Architekt                                                            |       |       |
| 23. November | Anthony Charles Harris           | britischer Kunstsammler (Papyri)                                               |       |       |
| 24. November | Friedrich Marian                 | böhmischer Chemiker                                                            | 52    |       |
| 24. November | Anton Westermann                 | deutscher Klassischer Philologe                                                | 63    |       |
| 25. November | Friedrich Adolph Roemer          | deutscher Geologe und Jurist                                                   | 60    |       |
| 25. November | Johann Heinrich Wolff            | deutscher Steinmetz, Architekt und Architekturschriftsteller                   | 77    |       |
| 26. November | Albert                           | deutscher Adliger, Fürst von Schwarzburg-Rudolstadt                            | 71    |       |
| 26. November | Karl Peintinger                  | österreichischer Verwalter und Politiker                                       | 58    |       |
| 28. November | Karl Howald                      | Schweizer Pfarrer und Chronist                                                 | 73    |       |
| 28. November | Julie Zanders                    | deutsche Unternehmerin                                                         | 65    |       |
| 29. November | Eduard von Brauchitsch           | preußischer General der Infanterie                                             | 71    |       |
| 29. November | Giulia Grisi                     | italienische Opernsängerin                                                     | 58    |       |
| 29. November | Friedrich Ludovici               | deutscher Offizier                                                             | 77    |       |
| 29. November | Herman van Sonsbeeck             | niederländischer Jurist und Politiker                                          | 74    |       |
| 30. November | Theodor Ab-Yberg                 | Schweizer Politiker                                                            | 73    |       |
| 30. November | Wilhelm Steigerwald              | deutscher Glashersteller                                                       | 65    |       |

## Dezember
| Tag          | Name                                       | Beruf, bekannt als                                                                                   | Alter | Beleg |
| ------------ | ------------------------------------------ | --- | ----- | ----- |
| 1. Dezember  | Karl Emanuel Müller                        | Schweizer Bauingenieur und Politiker                                                                 | 65    |       |
| 1. Dezember  | Eduard Vieweg                              | deutscher Verleger                                                                                   | 72    |       |
| 2. Dezember  | Konrad Adolf von Dyhrn                     | deutscher Aristokrat, Politiker, Philosoph, Dichter und Grundbesitzer                                | 66    |       |
| 2. Dezember  | John Hampton                               | Gouverneur von Western Australia                                                                     |       |       |
| 2. Dezember  | Ernst Heinrich Kneschke                    | deutscher Heraldiker, Augenarzt und Schriftsteller                                                   | 71    |       |
| 2. Dezember  | Wiktor Sabila                              | ukrainischer Dichter                                                                                 | 61    | [ 1 ] |
| 2. Dezember  | John William Salter                        | britischer Paläontologe                                                                              | 48    |       |
| 3. Dezember  | Facundo Goñi                               | spanischer Diplomat                                                                                  |       |       |
| 6. Dezember  | Alexandre Gendebien                        | belgischer Staatsmann und Jurist                                                                     | 80    |       |
| 6. Dezember  | Maria Karolina Augusta von Neapel-Sizilien | durch Heirat Herzogin von Aumale, Prinzessin von Neapel-Sizilien                                     | 47    |       |
| 6. Dezember  | Franz Morgenstern                          | deutscher Offizier, Mitglied der braunschweigischen Landesversammlung, Direktor des Kriegskollegiums | 81    |       |
| 6. Dezember  | Adolf Friedrich Rutenberg                  | deutscher Junghegelianer und Journalist                                                              | 61    |       |
| 6. Dezember  | Karl Wilhelm Schäfer                       | deutscher Historiker                                                                                 | 62    |       |
| 7. Dezember  | Étienne-Hippolyte Godde                    | französischer Architekt                                                                              | 87    |       |
| 7. Dezember  | Ōmura Masujirō                             | japanischer Militärführer und Militärexperte                                                         | 45    |       |
| 8. Dezember  | Narcisa de Jesús Martillo Morán            | ecuadorianische Heilige                                                                              | 37    |       |
| 12. Dezember | Eduard Schmidt von der Launitz             | deutscher Bildhauer                                                                                  | 72    |       |
| 13. Dezember | Nikolaus von Weis                          | Bischof von Speyer                                                                                   | 73    |       |
| 14. Dezember | Max Buchon                                 | französischer Autor und Übersetzer                                                                   | 51    |       |
| 14. Dezember | Eduard Hartstein                           | deutscher Agronom                                                                                    | 46    |       |
| 14. Dezember | Fritz Melbye                               | dänischer Maler                                                                                      | 43    |       |
| 14. Dezember | Pietro Tenerani                            | italienischer Bildhauer                                                                              | 80    |       |
| 15. Dezember | Eduard von Reichenbach                     | deutscher Gutsbesitzer und Politiker, MdR                                                            | 57    |       |
| 15. Dezember | Adolf Wedemeyer                            | deutscher Jurist, hannoverscher Geheimrat und Staatsminister                                         | 76    |       |
| 16. Dezember | Alexander Sussmann Adler                   | deutscher Rabbiner und Abgeordneter der Bürgerschaft in Lübeck                                       | 53    |       |
| 16. Dezember | John Caskie                                | US-amerikanischer Politiker                                                                          | 48    |       |
| 16. Dezember | Federico Faruffini                         | italienischer Maler und Kupferstecher                                                                | 38    |       |
| 16. Dezember | Wilhelm Ludwig Frommel                     | deutscher evangelischer Geistlicher und Pädagoge                                                     | 74    |       |
| 16. Dezember | Meinrad Henggeler                          | Schweizer Unternehmer und liberaler Politiker                                                        | 77    |       |
| 16. Dezember | John Russell                               | US-amerikanischer Lehrer und Politiker                                                               | 42    |       |
| 17. Dezember | Christoph Eberhard Finckh                  | deutscher klassischer Philologe und Gymnasiallehrer                                                  | 67    |       |
| 17. Dezember | Francesco Pentini                          | italienischer Kardinal und Politiker des Kirchenstaats                                               | 72    |       |
| 18. Dezember | Louis Moreau Gottschalk                    | US-amerikanischer Pianist und Komponist                                                              | 40    |       |
| 18. Dezember | Johann Martin Honigberger                  | siebenbürgischer Arzt, Apotheker und Orientforscher                                                  | 74    |       |
| 18. Dezember | John J. Roane                              | US-amerikanischer Politiker                                                                          | 75    |       |
| 19. Dezember | Eugène Mage                                | französischer Marineoffizier und Afrikareisender                                                     | 32    |       |
| 20. Dezember | Leopold Schmid                             | deutscher Theologe und Philosoph                                                                     | 61    |       |
| 21. Dezember | Claude Alphonse Delangle                   | französischer Politiker                                                                              | 72    |       |
| 21. Dezember | Friedrich Ernst Scheller                   | Jurist und Abgeordneter in der Frankfurter Nationalversammlung                                       | 78    |       |
| 21. Dezember | Wilhelm Wackernagel                        | deutscher Schriftsteller und Philologe                                                               | 63    |       |
| 22. Dezember | Wilhelm Claussen                           | deutscher Komponist                                                                                  | 25    |       |
| 22. Dezember | Karl August von Reisach                    | Bischof von Eichstätt sowie des Erzbistums München und Freising und späterer Kurienkardinal          | 69    |       |
| 22. Dezember | Agnese Schebest                            | österreichische Sängerin (Mezzosopran)                                                               | 56    |       |
| 23. Dezember | Julian Fontana                             | polnischer Pianist und Komponist                                                                     | 59    |       |
| 24. Dezember | Edwin M. Stanton                           | US-amerikanischer Politiker                                                                          | 55    |       |
| 25. Dezember | Hermann Heinrich Grafe                     | Gründer der Freien evangelischen Gemeinden und Kirchenliederdichter                                  | 51    |       |
| 25. Dezember | Friedrich von Klett                        | deutscher Politiker und württembergischer Landtagsabgeordneter                                       | 88    |       |
| 25. Dezember | Johann Heinrich Emanuel Mousson            | Stadtpräsident von Zürich, Bürgermeister des Kantons Zürich                                          | 66    |       |
| 26. Dezember | François-Adolphe de Bourqueney             | französischer Diplomat und Politiker                                                                 | 70    |       |
| 26. Dezember | Georg Adam Hillengaß                       | Bauer, Gelehrter und „Revolutionär“                                                                  | 41    |       |
| 26. Dezember | Carl Ludewig Johannes Königs               | deutscher Tischler                                                                                   | 61    |       |
| 26. Dezember | Jean Léonard Marie Poiseuille              | französischer Physiologe und Physiker                                                                | 72    |       |
| 27. Dezember | Adam Neuner                                | Chirurg                                                                                              | 81    |       |
| 29. Dezember | Immanuel Dornfeld                          | deutscher Verwaltungsbeamter und Weingärtner                                                         | 73    |       |
| 29. Dezember | Gavriil Munteanu                           | rumänischer Romanist, Rumänist, Lexikograf, Grammatiker und Übersetzer                               | 57    |       |
| 29. Dezember | Victor Ruffy                               | Schweizer Politiker                                                                                  | 46    |       |
| 31. Dezember | Luigi Desanctis                            | italienischer römisch-katholischer und später waldensischer Theologe                                 | 61    |       |
| 31. Dezember | Anton Haizinger                            | österreichischer Opernsänger (Tenor)                                                                 | 73    |       |
| 31. Dezember | Louis Lefébure-Wély                        | französischer Organist und Komponist                                                                 | 52    |       |
| 31. Dezember | Justin Perkins                             | US-amerikanischer Missionar                                                                          | 64    |       |
| 31. Dezember | Heinrich von Reventlow-Criminil            | schleswig-holsteinischer Verwaltungsjurist und dänischer Politiker                                   | 71    |       |
| Dezember     | Apostol Arsache                            | rumänischer Mediziner, Ökonom und Politiker                                                          |       |       |
| Dezember     | James Balfour                              | neuseeländischer Ingenieur                                                                           |       |       |
| Dezember     | Muhammad ibn Chalifa Al Chalifa            | Herrscher (Scheich) des Landes Bahrain                                                               |       |       |

## Datum unbekannt
| Tag | Name                                       | Beruf, bekannt als | Alter | Beleg |
| --- | ------------------------------------------ | --- | ----- | ----- |
|     | Johann Karl Wilhelm Alt                    | deutscher evangelischer Theologe                                                                                                  |       |       |
|     | Joseph Anders                              | österreichischer Militär |       |       |
|     | Christian Bacciocco                        | Bürgermeister von Grevenbroich und Frimmersdorf (1835–1839), Mettmann (1839–1844) sowie Obergeburth und Niedergeburth (1844–1852) |       |       |
|     | John Barlow                                | Sekretär der Royal Institution of Great Britain und (um 1855) Chaplain-in-Ordinary to Her Majesties Houshold am Kensington Palace |       |       |
|     | Phillip Best                               | Leiter der Phillip Best Brewing Company                                                                                           |       |       |
|     | Abraham Buchner                            | Lehrer an der Warschauer Rabbinerschule                                                                                           |       |       |
|     | Giovanni Battista Bugatti                  | italienischer Henker im Kirchenstaat                                                                                              |       |       |
|     | Arsénio Pompílio Pompeu de Carpo           | portugiesischer Sklavenhändler |       |       |
|     | François Bernard Charmoy                   | französischer Orientalist |       |       |
|     | Johann Matthias Commeter                   | deutscher Kunstsammler |       |       |
|     | George Copway                              | indianisch-kanadischer Schriftsteller                                                                                             |       |       |
|     | Katharina Ennöckl                          | österreichische Theaterschauspielerin                                                                                             |       |       |
|     | John Kingston James                        | Oberbürgermeister von Dublin |       |       |
|     | Kristján Jónsson                           | isländischer Schriftsteller |       |       |
|     | Ignaz Franz Keiblinger                     | österreichischer Historiker |       |       |
|     | Nikolai Dmitrijewitsch Kisseljow           | zaristischer Botschafter |       |       |
|     | Justus Krauskopf                           | deutscher Porträt- und Landschaftsmaler, Lithograph und Zeichenlehrer                                                             |       |       |
|     | Diomidis Kyriakos                          | griechischer Politiker und Ministerpräsident                                                                                      |       |       |
|     | Olmstead Luca                              | liberianischer Komponist und Pianist                                                                                              |       |       |
|     | Félix-Jacques Moulin                       | französischer Fotograf |       |       |
|     | Rainivoninahitriniony                      | Premierminister des Königreichs Madagaskar (1852–1864)                                                                            |       |       |
|     | Robert von Reder                           | deutscher Jurist und Politiker |       |       |
|     | Alexei Maximowitsch Rehbinder              | russischer Generalleutnant und Unternehmer                                                                                        |       |       |
|     | Carl Schlickum                             | deutsch-US-amerikanischer Kunstmaler                                                                                              |       |       |
|     | Henriette von Schorn                       | deutsche Dichterin, Märchensammlerin und Salondame                                                                                |       |       |
|     | Hans Schween                               | deutscher Pädagoge und Parlamentarier                                                                                             |       |       |
|     | Friedrich Ludolph von Westerholt-Gysenberg | Begründer der Linie Westerholt-Arenfels                                                                                           |       |       |
|     | Jan Wnęk                                   | polnischer Zimmermann, Bildhauer und Luftfahrtpionier                                                                             |       |       |